# Did I Remember
Did I Remember ist ein Lied aus dem Filmmelodram Suzy, das von Walter Donaldson komponiert und mit einem Text von Harold Adamson versehen wurde. Auf der Oscarverleihung 1937 war es in der Kategorie „Bester Song“ für einen Oscar nominiert, musste sich jedoch dem Titel The Way You Look Tonight aus dem Filmmusical Swing Time, komponiert von Jerome Kern, getextet von Dorothy Fields, geschlagen geben.
In dem Film Suzy wurde das Lied sowohl von der Hauptdarstellerin Jean Harlow gesungen als auch von dem weiteren Hauptdarsteller Cary Grant persifliert.
Did I Remember wurde auch in dem Kompilationsfilm Das gibt’s nie wieder – That’s Entertainment (1974) thematisiert und fand Eingang in Woody Allens Celebrity – Schön. Reich. Berühmt. (1998) sowie in eine Episode der US-amerikanischen Fernsehserie Livshunger (2002).
Es gibt diverse weitere Coverversionen verschiedener Interpreten bis in die heutige Zeit, darunter von
- Nancy Wilson
- Sarah Jane & the Blue Notes
- Lopez Walker
- Rose Colella & Dan Effland
- Swing Times Five
- Teddy Stauffer & Billy Toffel[3]